# José María Hernández Garnica
José María Hernández Garnica   (Madrid, 17 de novembre de 1913 - Barcelona, 7 de desembre de 1972) fou doctor enginyer de Mines, en Ciències Naturals i en Teologia. Fou un dels tres primers sacerdots de l'Opus Dei i sempre estigué molt unit a sant Josepmaria Escrivà de Balaguer. També és conegut com a Chiqui.

## Biografia
Fou el més petit de sis germans d'una família cristiana de bona posició social. El jove, responsable i profundament cristià, estudià el batxillerat al Col·legi del Pilar dels Germans Marianistes de Madrid del 1923 al 1929, on els companys el recordaven com un alumne "intel·ligent, senzill, confiat, constant, tot i que un xic rebel". Després d'acabar el batxillerat amb bones notes, va decidir estudiar enginyeria en l'especialitat de Mines, obtenint cada curs bones qualificacions.

### Coneix l'Opus Dei
A la tardor de 1934, poc temps després de perdre el seu pare a causa d'una malaltia, un company de curs, Mateu Azúa, el va convidar a la Residència DYA, que havia fundat Josepmaria Escrivà de Balaguer. Allí va conèixer el fundador de l'Opus Dei i aviat el prengué com a director espiritual, assumint-ne la idea de la santedat en la vida quotidiana per mitjà del treball. De mica en mica s'hi anà implicant més fins a voler dedicar la vida al servei a l'Opus Dei, ingressant-hi el 28 de juliol de 1935.

### Anys de guerra
Un any després va esclatar la guerra civil espanyola. El 10 de novembre de 1936 va ser empresonat a la Presó Model de Madrid, acusat de desafecció al règim; fou condemnat a mort per un tribunal popular i portat a la presó de sant Antón, de la qual treien molta gent per ésser afusellada. No obstant això, es va salvar d'aquest destí. El febrer de 1937 fou portat a una presó de València, on estigué incomunicat durant uns mesos, fins que va ser posat en llibertat el mes de juny. Després de treballar a Rodalquilar, on va estar a punt de morir en una emboscada, va haver de tornar a València, per incorporar-se a l'exèrcit republicà. Va ser destinat a transmissions a Madrid, en un front sense activitat, on va poder trobar de nou al fundador de l'Opus Dei, que el va encoratjar en la seva situació.

## Sacerdoci
Quan va acabar la guerra Hernández Garnica acusava físicament els patiments de la presó i el front. Ja recuperat, acabaria Mines el 1940 i la Llicenciatura en Ciències Naturals poc després. Aquell mateix any Escrivà de Balaguer li va proposar d'ordenar-se sacerdot. Va fer compatible durant aquell temps el seu treball professional amb els estudis eclesiàstics a la Universitat Lateranense de Roma, on elaborà una tesi en teologia moral amb el títol de "La moral en els sistemes d'intervenció econòmica", dirigida pel teòleg Pietro Palazzini. Fou ordenat sacerdot pel bisbe de Madrid, Leopoldo Eijo i Garay, el 25 de juny de 1944, juntament amb Álvaro del Portillo i José Luis Múzquiz. Era la primera ordenació de fidels de l'Opus Dei.
Des del principi del seu treball sacerdotal Hernández Garnica va desenvolupar la tasca de direcció espiritual amb persones de tota classe, especialment joves universitaris. Tal com li va demanar Escrivà de Balaguer es va centrar en l'impuls, desenvolupament i formació de les tasques de l'Obra amb dones.

### Viatges per Europa
Des del final de 1954 als primers mesos de 1955, va fer un llarg viatge per Amèrica, per impulsar la marxa dels apostolats que s'havien iniciat anys enrere: Estats Units, Mèxic, Guatemala, Veneçuela, Colòmbia, Equador, Perú, Xile i Argentina. Pocs mesos després, va anar a Anglaterra i Irlanda amb la mateixa finalitat. Des de 1957 a 1972 va estar en nombrosos països europeus impulsant els inicis de l'Opus Dei: França, Irlanda, Alemanya, Àustria Anglaterra, Suïssa, Holanda, Bèlgica... Qui treballava amb ell recorda la seva fe en Déu i la seguretat que tenia que amb pregària, sacrifici i treball constant arribarien els fruits apostòlics.
Va conèixer així molts luterans, calvinistes i anglicans; amb ells buscava de crear un corrent de simpatia i d'afecte que arribava a l'amistat. Era conscient que només el diàleg confiat podria crear un clima de confiança mútua; en la seva feina va demostrar ser un sacerdot de mentalitat oberta i comprensiva.

## Malaltia i mort
Degut a una lesió renal que va patir en la seva joventut, José Maria Hernández havia tingut una salut delicada. A partir del 1970 va començar a empitjorar seriosament. El 22 de març de 1972 li va sobrevenir una crisi cardíaca bastant greu i després se li diagnosticà un càncer a la base de la llengua. Conscient del seu estat es va traslladar a Barcelona, on passà els últims mesos de la seva vida. Fou especialment dolorós per a ell no poder celebrar la Santa Missa i, després, ni tan sols combregar. Va morir el 7 de desembre de 1972.

## Procés de beatificació
La fase local del procés de beatificació s'inicià a Madrid el 28 de febrer de 2005, en un acte presidit per bisbe auxiliar de Madrid, César Franco, i la investigació diocesana va concloure a Madrid el 17 de març de 2009. La Congregació per a les Causes dels Sants des d'aquell moment estudia la documentació recollida en el procés.
Fou enterrat al cementiri de Montjuïc de Barcelona. L'11 de novembre de 2011 es traslladaren les seves despulles en una sepultura situada en un lateral de la capella del Santíssim de l'Església de Santa Maria de Montalegre de Barcelona. L'acte d'inhumació perpètua fou presidit pel cardenal Lluís Martínez Sistach.